# الأتراك في بريطانيا
الأتراك البريطانيون أو الأتراك في بريطانيا (بالإنجليزية: British Turks) هم فرع من أتراك إسطنبول الذين هاجروا إلى بريطانيا على مر الزمن. قد يكون الأتراك البريطانيون مولودين في بريطانيا، أو قد يولدون في بريطانيا لأبوين من أصل تركي .

## تاريخ
يعود تاريخ الهجرة الأولى للأتراك إلى الدولة العثمانية والقرنين السادس عشر والسابع عشر.
بدأت هجرة أخرى للأتراك من جزيرة قبرص ، حيث جاء بعض القبارصة الأتراك للعمل، ولاحقًا خلال حرب قبرص، عندما اضطر الأتراك إلى ترك ديارهم وبيوتهم في قبرص خلال أحداث عيد الميلاد الدموي وهاجروا إلى بريطانيا . ثم، في نصف القرن الأخير، بدأت هجرات جديدة لأبناء الحكومة التركية إلى أوروبا عن طريق إرسال العمالة ، وفي هذه الأثناء هاجر العديد من الأتراك من تركيا إلى بريطانيا العظمي .

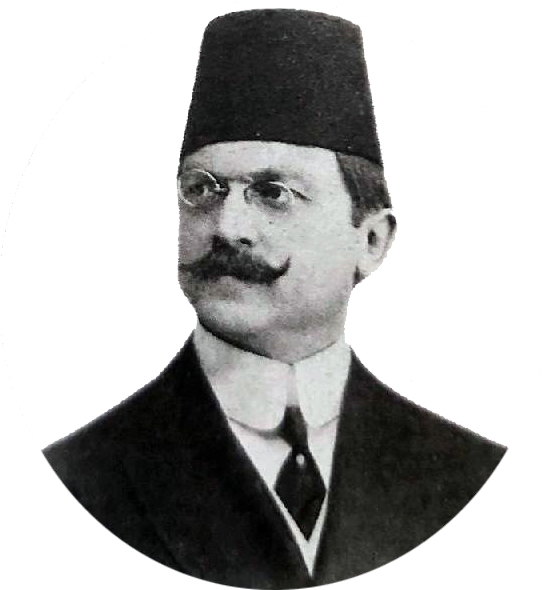
علي كمال مثقف تركي هاجر إلى بريطانيا العظمى في عهد الدولة العثمانية العليا.

## السكان
حتي الآن، هناك حوالي 500 ألف شخص في بريطانيا من العرق التركي . نحو 300 ألف منهم من القبارصة الأتراك ، ونحو 150 ألف من الأتراك من تركيا ، وبقية الأتراك عبارة عن مجموعات صغيرة من الأتراك مقدونيا ، والأتراك بلغاريا ، والأتراك رومانيا ، وأتراك تراقيا الغربية . ومؤخرًا، هاجر أيضًا عدد من الأتراك ألمانيا والأتراك هولندا إلى بريطانيا.

## ثقافة
تعتبر القيم العائلية التقليدية ذات أهمية كبيرة بين الجاليات التركية في المملكة المتحدة. يتم التأكيد أيضًا على فئة الزواج. ولذلك فإن الزواج وتكوين الأسرة يعتبر هوية تركية.

يحاول الآباء الحفاظ على القيم الثقافية لدى جيل الشباب لأنهم يؤمنون بالحفاظ على القيم التقليدية. يبدأ الشباب الأتراك في تعلم اللغة التركية وآدابها وثقافة الرقص والطعام والتاريخ في المدارس. لكن التواجد في بريطانيا يسبب بطبيعة الحال تأثير الثقافة والاختلاط بمعتقدات الشعب البريطاني (بالإنجليزية: British people).
| |  |  |
| السفارة التركية في ميدان بلجريف، لندن (يسار) والمكتب الرسمي لـ الجمهورية التركية لشمال قبرص في ميدان بيدفورد، لندن (يمين). |  |  |

## اللغات
يتم التحدث باللغة التركية باعتبارها اللغة الرئيسية بين المجتمع التركي البريطاني، ولكن اللهجة القبرصية التركية يتم التحدث بها أيضًا على نطاق واسع بين مجتمعهم. غالبًا ما يتحدث الجيل الأول والمهاجرون الجدد اللغة التركية بطلاقة. وبسبب اختلاط اللغة التركية والإنجليزية بين الجيلين الثاني والثالث من الأتراك، تسببت لغة تسمى الأنجلو تركية (بالإنجليزية: Anglo-Turkish) في ظهور مثل هذه اللهجة في لغتهم.

## ديانة

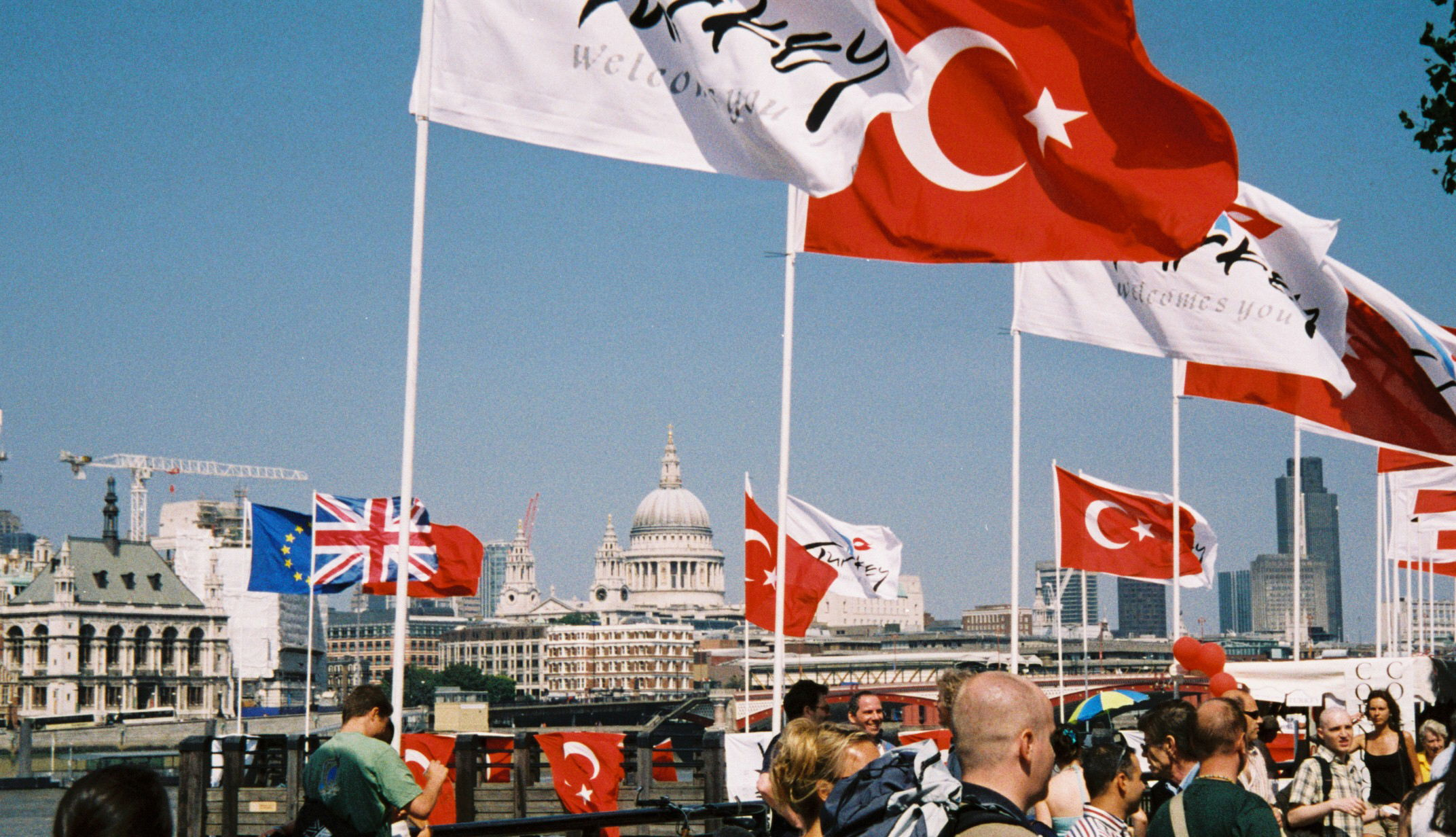
مهرجان تركي في لندن

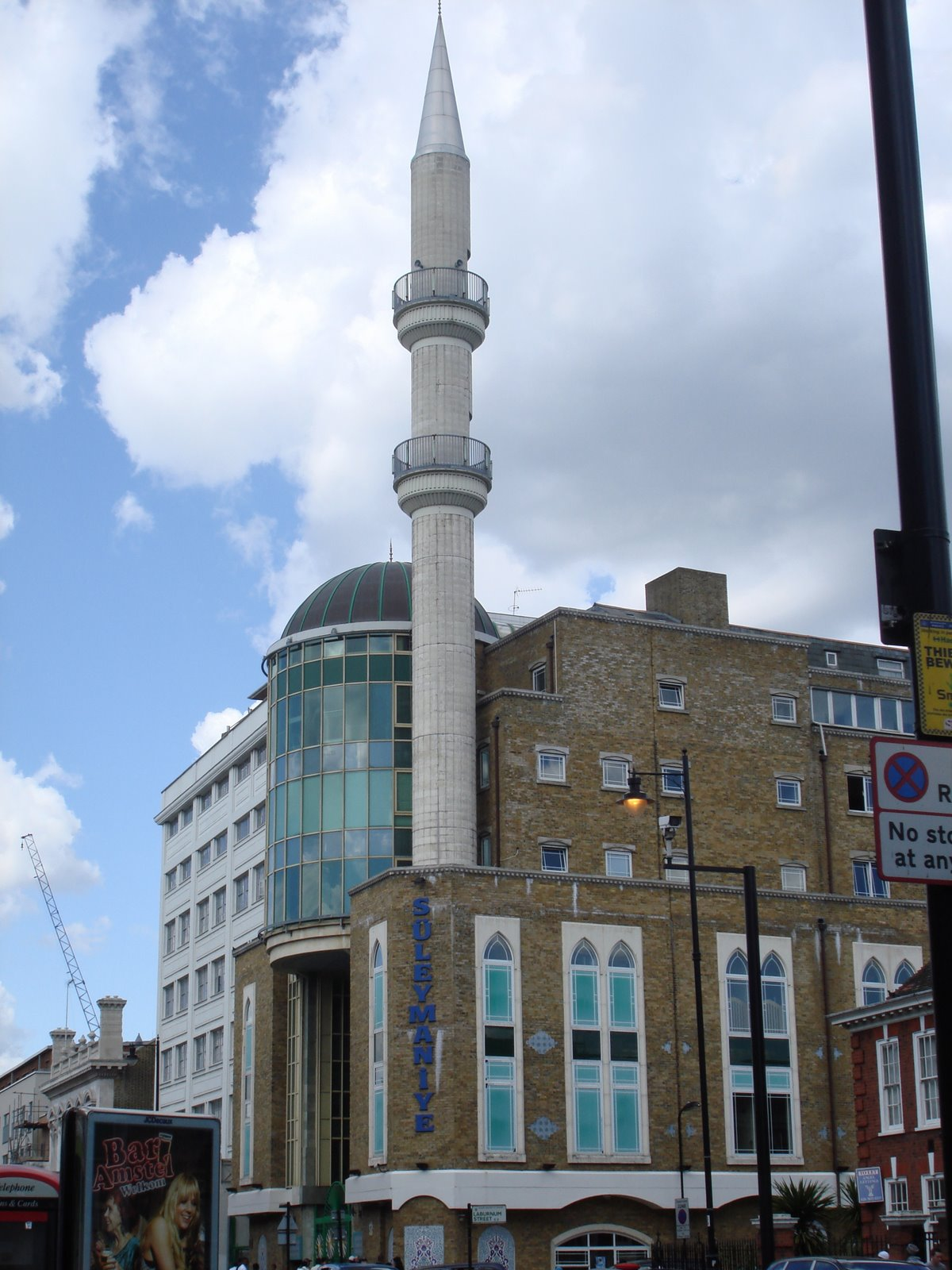
مسجد السليمانية في منطقة دالستون في لندن.

الغالبية العظمى من الأتراك هم من المسلمين السنة الذين يعتبرون ذلك جزءًا من هويتهم التركية، ولكن هناك أيضًا علمانيون بينهم.
هناك نقص في المعرفة حول المبادئ الأساسية للإسلام لدى جيل الشباب. ومع ذلك، فإن غالبية الشباب الأتراك يؤمنون بالإسلام ويعتبرون الإسلام عقيدة تقليدية تشكل جزءًا من القيم التقليدية للأتراك وعادة ما تكون رمزية.
تم بناء أول مسجد للأتراك عام 1977 على يد بعض القبارصة الأتراك في لندن تحت اسم مسجد شاغلول (بالإنجليزية: Shacklewell Lane Mosque) 
وفي وقت لاحق، تم بناء مسجد العزيزية  ومسجد سليمان من قبل الجالية التركية البريطانية.
ومع ذلك، تم بناء المساجد خارج لندن مثل مسجد السليمية في مانشستر ، ومسجد الحميدية في ليستر ، ومسجد العثمانية في ستوك أون ترينت من قبل الأتراك.

## روابط خارجية
- القنصلية التركية في لندن